# Tiro con l'arco ai Giochi della IV Olimpiade - Double York Round maschile
La competizione del Double York Round maschile  di Tiro con l'arco ai Giochi della IV Olimpiade si tenne i giorni 17 e 18 luglio 1908 allo Stadio di White City di Londra.

## Risultati
| Pos.    | Atleta                 | Nazione     | 60 iarde | 80 iarde | 100 iarde | Totale |
| ------- | ---------------------- | ----------- | -------- | -------- | --------- | ------ |
| Oro     | William Dod            | Regno Unito | 224      | 299      | 292       | 815    |
| Argento | Reginald Brooks-King   | Regno Unito | 218      | 300      | 250       | 768    |
| Bronzo  | Henry Richardson       | Stati Uniti | 221      | 291      | 248       | 760    |
| 4       | John Penrose           | Regno Unito | 206      | 244      | 259       | 709    |
| 5       | John Bridges           | Regno Unito | 240      | 253      | 194       | 687    |
| 6       | Harold James           | Regno Unito | 165      | 275      | 212       | 652    |
| 7       | Theodore Robinson      | Regno Unito | 192      | 188      | 267       | 647    |
| 8       | Hugh Nesham            | Regno Unito | 195      | 267      | 181       | 643    |
| 9       | John Keyworth          | Regno Unito | 144      | 234      | 244       | 622    |
| 10      | Charles Keene          | Regno Unito | 173      | 204      | 166       | 543    |
| 11      | Capel Pownall          | Regno Unito | 111      | 184      | 237       | 532    |
| 12      | Joseph Stopford        | Regno Unito | 144      | 204      | 182       | 530    |
| 13      | Robert Backhouse       | Regno Unito | 194      | 222      | 100       | 516    |
| 14      | Robert Heathcote       | Regno Unito | 160      | 198      | 118       | 476    |
| 15      | Geoffrey Cornewall     | Regno Unito | 121      | 144      | 165       | 430    |
| 16      | Henri Berton           | Francia     | 141      | 156      | 128       | 425    |
| 17      | Eugène Richez          | Francia     | 119      | 157      | 142       | 418    |
| 18      | Charles Coates         | Regno Unito | 100      | 165      | 148       | 413    |
| 19      | Eugène Grisot          | Francia     | 159      | 162      | 89        | 410    |
| 20      | Louis Vernet           | Francia     | 143      | 138      | 104       | 385    |
| 21      | Richard Bagnall-Oakley | Regno Unito | 121      | 149      | 104       | 374    |
| 22      | Louis-Albert Salingré  | Francia     | 150      | 158      | 39        | 347    |
| 23      | Albert Dauchez         | Francia     | 99       | 86       | 95        | 280    |
| 24      | Charles Quervel        | Francia     | 130      | 90       | 21        | 241    |
| 25      | Édouard Beaudoin       | Francia     | 81       | 92       | 42        | 215    |
| 26      | Gustave Cabaret        | Francia     | 106      | 14       | 71        | 191    |
| 27      | Alfred Poupart         | Francia     | 19       | 17       | 0         | 36     |